# Sharypovoia
Sharypovoia — рід вимерлих ссавцеподібних еухараміїд, який існував в Азії у кінці юрського періоду, 161—158 млн років тому. Обидва представники роду описані з ізольованих зубів, що знайдені в Березівському вугільному розрізі у Шариповському районі Красноярського краю Росії.